# Сабинин, Владимир Александрович
Владимир Александрович Сабинин (настоящая фамилия Собакин; 23 мая 1885, Российская империя — 12 мая 1930, Ленинград) — русский и советский артист эстрады, оперы и оперетты.

## Биография
Родился в семье учителя в 1888 году (в некоторых источниках фигурируют 1888 и 1889 годы). Помимо Владимира, в семье росли ещё две дочери: Катя и Маша. Все дети в будущем играли на рояле и любили петь романсы. Обладая красивым голосом, с детских лет выступал в концертах, в которых исполнял собственные песни и романсы.
Начинал профессиональную деятельность в эпизодических ролях в московском Драматическом театре Корша. В 1906—1910 годах выступал в московском и петербургском театрах «Буфф». В 1911—1912 годах — артист оперетты в Одессе. В 1916—1917 годах в Москве и Петрограде успешно выступал на первых ролях в опереттах.
После Октябрьской революции продолжил концертную деятельность. С начала 1920-х годов выступал в оперных театрах Харькова (1923), Киева (1924), Свердловска (1926—1928) и Баку, а также в Москве (1929).
С 1930 года Сабинин — солист Ленинградского оперного театра.
Умер 12 мая 1930 года в Ленинграде. По некоторым данным, покончил с собой на сцене Ленинградского оперного театра во время спектакля по опере «Пиковая дама»: в роли Германа певец застрелил себя по-настоящему. По более правдоподобным сведениям, он отравился. Похоронили певца на Новодевичьем кладбище в Ленинграде.

## Память
В. А. Сабинин записывался на грампластинки фирмами «Граммофон», «Аристотипия» и «Экстрафон». Некоторые записи певца хранятся в ГЦММК (8 дисков).